# Чернов, Иван Никифорович
Иван Никифорович Чернов (1918—2010) — полковник Советской Армии, участник Великой Отечественной войны, Герой Советского Союза (1943).

## Биография
Родился 20 марта 1918 года на хуторе Троицкий (ныне — Михайловский район Волгоградской области). После окончания семи классов школы в 1934 году работал колхозным счетоводом. Затем перешёл в райфинотдел, где трудился в должности налогового агента по Троицкому сельсовету.
В 1938 году был призван на службу в Красную Армию. Служил в 143-м кавалерийском полку, затем был зачислен рядовым полковой батареи 76-ти мм орудий. Учился в школе младших командиров. После окончания учёбы ему присвоили звание сержанта. В мае 1939 года в составе 6-й сводной кавалерийской бригады участвовал в боях на реке Халхин-Гол. С марта 1941 года проходил военную службу во вновь сформированной 46-й стрелковой дивизии и был зачислен в минроту батальона 134-го стрелкового полка, находящегося в Тамбовской области.
С июня 1941 года – на фронтах Великой Отечественной войны. С марта 1943 член ВКП(б). В 1943 году окончил курсы младших лейтенантов.
Отличился во время битвы за Днепр. 23 сентября 1943 года рота лейтенанта И. Н. Чернова, входившая в состав 1089-го стрелкового полка 322-й стрелковой дивизии 13-й армии Центрального фронта, успешно переправилась через Днепр в районе деревни Британы Брагинского района Гомельской области Белорусской ССР и захватила плацдарм на западном берегу, после чего удерживала его до переправы основных сил полка. 1 октября рота переправилась через Припять и штурмом взяла деревню Яновка Чернобыльского района Киевской области Украинской ССР.
Указом Президиума Верховного Совета СССР от 16 октября 1943 года за «образцовое выполнение боевых заданий командования на фронте борьбы с немецкими захватчиками и проявленные при этом мужество и героизм» лейтенант Иван Никифорович Чернов был удостоен звания Героя Советского Союза с вручением ордена Ленина и медали «Золотая Звезда» за номером 1167.
В январе 1945 был откомандирован на курсы по повышению квалификации командного состава «Выстрел». По их окончании в сентябре 1945 года был направлен в Белорусский военный округ в 12-ю механизированную дивизию на должность командира мехбатальона. С 1948 – командир полка, с 1954 года – подполковник. В июне 1957 года был назначен военным комиссаром одного из районов Смоленской области.
В 1961 году в звании полковника был уволен в запас. С июня 1962 проживал и работал в городе Кстово. С октября 1962 возглавлял штаб гражданской обороны Кстовского района. В 1964-м переведён на должность начальника штаба ГО Новогорьковской ТЭЦ, где почти 14 лет проработал в этой должности. Затем продолжал трудовую деятельность на заводе минераловатных изделий, Кстовской нефтебазе. С марта 1983-го по май 1991 года работал в должности начальника штаба гражданской обороны в управлении сельского хозяйства Кстовского района. За достигнутые успехи в 1975 году ему вручён знак «Отличник гражданской обороны СССР». С февраля 1987 по 1989 год возглавлял районный совет организации ветеранов войны, труда и правоохранительных органов в качестве председателя совета.
Был женат, имел двух сыновей и дочь.
Скончался 11 марта 2010 года, похоронен на Магистральном кладбище Кстово.
Почётный гражданин Нижегородской области, Кстовского района и Кстово. Был также награждён двумя орденами Отечественной войны 1-й степени, тремя орденами Красной Звезды, рядом медалей. В 2000 году участвовал в юбилейном параде 9 мая в Москве.
В честь Чернова названа улица в Кстово, с 1985 года Чернышихинская средняя школа носит его имя, о чём свидетельствует установленная на здании школы мемориальная доска. На фасаде дома №6 по улице 40 лет Октября, где он жил, также установлена мемориальная доска. С 2005 года в Международной олимпийской академии спорта проводится юношеский турнир по самбо на призы Героя Советского Союза И. Н. Чернова.